# Miranda do Corvo
Miranda do Corvo est une municipalité (en portugais : concelho ou município) du Portugal, située dans le district de Coimbra et la région Centre.

## Géographie
Miranda do Corvo est limitrophe :
- au sud-ouest, de Vila Nova de Poiares,
- à l'ouest, de Lousã,
- au nord, de Figueiró dos Vinhos,
- au nord-est, de Penela,
- à l'est, de Condeixa-a-Nova,
- au sud-est, de Coimbra.

## Histoire
Miranda do Corvo a été érigée en municipalité le 19 novembre 1136, par charte octroyée par le comte Alphonse de Portugal, futur roi Alphonse Ier.

## Démographie
| 1801  | 1849  | 1900   | 1930   | 1960   | 1981   | 1991   | 2001   | 2004   |
| ----- | ----- | ------ | ------ | ------ | ------ | ------ | ------ | ------ |
| 6 412 | 5 891 | 12 751 | 12 608 | 12 810 | 12 231 | 11 674 | 13 069 | 13 400 |

## Jumelages
- Neufchâteau (France)

## Subdivisions
La municipalité de Miranda do Corvo groupe 5 paroisses (freguesia, en portugais) :
- Lamas
- Miranda do Corvo : a le rang de « ville »
- Rio Vide
- Semide
- Vila Nova